# أغوستين كوشيا
أغوستين كوشيا (بالإسبانية: Agustín Coscia)‏ هو لاعب كرة قدم أرجنتيني في مركز الهجوم، ولد في 8 أبريل 1997 في روساريو في الأرجنتين. لعب مع روزاريو سنترال ونادي سمورة.

## وصلات خارجية
- أغوستين كوشيا على موقع قاعدة بيانات كرة القدم.إي يو (الإنجليزية)
- أغوستين كوشيا على موقع Soccerway.com (الإنجليزية)